# Едді Сегура
Едді Лівінгтон Сегура Мартінес (ісп. Eddie Livington Segura Martínez, нар. 2 лютого 1997, Перейра, Колумбія) — колумбійський футболіст, захисник клубу МЛС «Лос-Анджелес».

## Клубна кар'єра
Едді Сегура народився у містечку Перейра і є вихованцем місцевого клубу «Депортіво Перейра». У травні 2013 року Сегура провів свій перший матч в основі. На початку 2017 року футболіст перейшов до клубу «Атлетіко Гуїла», де у лютому дебютував у Кубку Мустанга.
У січні 2019 року футболіст був орендований клубом МЛС «Лос-Анджелес». Своєю грою Сегура вразив керівництво клубу і з наступного сезону він вже підписав з американським клубом повноцінний контракт.

## Збірна
Восени 2019 року Едді Сегура дебютував у складі олімпійської збірної Колумбії.